# KC-20
KC-20 (ros. КЦ-20) – radziecki lekki szybowiec transportowy z okresu II wojny światowej, zaprojektowany przez biuro  Kolesnikowa i Cybina. 

## Historia
Po ataku Niemiec na ZSRR, radzieckie dowództwo dostrzegło konieczność posiadania szybowców transportowych, dla planowanych operacji desantowych. Zadania skonstruowania szybowców transportowych powierzono m.in. trzem biurom konstrukcyjnym. Największy z zaprojektowanych był szybowiec konstrukcji Dmitrija Kolesnikowa i Pawła Cybina KC-20 (nazwa pochodzi od inicjałów konstruktorów i ilości zabieranych żołnierzy), aczkolwiek był on także zaliczany do szybowców lekkich. 
Dwa prototypy szybowca, oznaczone KC-1 i KC-2 zbudowano w październiku 1941 roku. Szybowiec okazał się udany i skierowano go do produkcji seryjnej, w zakładzie zajmującym się obróbką drewna we wsi Łopatino pod Kazaniem. W latach 1942–1943 zbudowano serię 68 szybowców, po czym zakończono produkcję.

## Służba w lotnictwie
Szybowce transportowe KC-20 były największymi i najmniej licznymi z radzieckich szybowców transportowych. Używano ich przede wszystkim do lotów na tyły terenów zajętych przez Niemców, z zaopatrzeniem i bronią dla partyzantów. Szczególne nasilenie lotów tego typu miało miejsce wiosną 1943, do rejonu Połocka, Biagomla i Lepela na Białorusi, który stał się „centrum” zaopatrywania oddziałów ze sporego obszaru. Szybowce po wykonaniu takiego lotu były po wylądowaniu niszczone, gdyż nie miały warunków do powtórnego startu. Nasilona akcja zaopatrzeniowa w tym obszarze trwała do listopada 1943, używano w niej także szybowców KC-20. Do zaopatrywania partyzantów w innych rejonach szybowców używano jeszcze w 1944. Ponadto, szybowców radzieckich używano do przerzucania niewielkich grup sabotażowych na tyły wroga. 
W listopadzie 1942 radzieckich szybowców, zwłaszcza cechujących się największą ładownością KC-20 użyto do nietypowej akcji dostarczenia oddziałom pancernym walczącym pod Stalingradem niezamarzającego płynu do chłodnic („antifrizu”).
Głównym niedostatkiem szybowca był brak dużego luku załadunkowego, umożliwiającego w pełni wykorzystać jego możliwości transportowe. Można było przewozić niewielkie armaty, lecz musiały być ładowane w częściach. Do holowania szybowców używano bombowców DB-3F. 

## Opis konstrukcji
Lekki szybowiec transportowy, wolnonośny górnopłat o konstrukcji w całości drewnianej. Usterzenie podwójne. Kadłub konstrukcji półskorupowej, o smukłym kształcie, w przekroju zbliżony do prostokąta. Z przodu była kabina pilota, za nią znajdowała się ładownia. W przedniej części burt były drzwi. W burtach było kilka małych prostokątnych okienek.
Podwozie klasyczne, z kółkiem ogonowym. Koła podwozia głównego mogły się podnosić, szybowiec wówczas lądował dla skrócenia dobiegu na podkadłubowej płozie.